# Тахириды
Тахири́ды (перс. طاهریان‎‎) — династия персидского происхождения правившая в Восточном Иране в IX веке (821—873).

## История
Предок Тахиридов Разик, считавшийся потомком богатыря Рустама, в конце VII века принял ислам и присоединился к арабскому племени Хузаа. Сын Разика Мусаб и сын Мусаба Хусейн (ум. 814) владели городом Бушенг в Гератской области. Сын Хусейна Тахир в борьбе за власть между сыновьями Харун ар-Рашида Аль-Мамуном и Амином помог Мамуну. После того как Мамун (811—833) стал халифом он назначил Тахира наместником Хорасана. Другие же представители династии начали служить халифу и были назначены на высокие посты. Например, Мансур ибн Тальха стал правителем Мерва, Абдаллах ибн Тахир — Табаристана. Потомки Тахира продолжали владеть этими областями, а также Мавераннахром. Некоторые из них владели также прикаспийскими провинциями, Реем и Керманом. В их руках находилась важная должность военного начальника Багдада. Столицей Тахиридов со времени Абдаллаха был Нишапур, достигший при них высшего блеска.
Тахир правил всего лишь два года, после чего был убит агентами халифа из-за отказа упоминать его имя в пятничной молитве. После Тахира правили один за другим его сыновья Тальха ибн Тахир (822—828), Али (828—830, в качестве представителя Абдаллаха), Абдаллах (830—844), его сын Тахир II (844—862), сын последнего Мухаммед (862—873). Али присоединил к халифату город Александрия. Самым замечательным представителем династии был Абдаллах, первый устроитель Хорасана, установивший в стране твёрдую власть и спокойствие, защищавший податные сословия от притеснений и заботившийся о распространении просвещения.
В конце царствования Тахира II произошло народное движение в Сеистане, против которого Мухаммед, вступивший на престол в молодые годы и мало думавший о делах государства, оказался бессильным. Взятый в плен Якубом ибн Лейсом (Саффариды), Мухаммед в 876 году был освобождён и потом несколько раз был назначаем наместником Хорасана, но не принимал фактического участия в событиях. Его брат Хусейн удалился в Хорезм, откуда после неудачной попытки (874) овладеть Бухарой, прибыл в Мерверуд, разбил Якуба (876) и овладел Нишапуром, но уже в 877 году ему пришлось отступить в Мерв, которым он владел несколько лет и где воздвиг некоторые постройки. Братья Тахира II ещё некоторое время оставались военными начальниками Багдада. Из них Убейдулла до своей смерти (913) считался главой племени Хузаа. Тахириды были первой мусульманской династией иранского происхождения; они положили начало фактической независимости Восточного Ирана от Багдада и открыли собой эпоху просвещённого абсолютизма в истории этой страны.